# + -
+ - (Plusminus) is een studioalbum van Mew.
In 2012 meldde de band al dat er nieuwe nummers waren opgenomen. Een half jaar later meldde de band dat zij het platenlabel Sony hadden verlaten om hun platen voortaan uit te brengen bij een onafhankelijk platenlabel, in dit geval PIAS. Er werd vanaf toen gewerkt aan het zesde studioalbum onder leiding van muziekproducent Michael Beinhorn. Geluidstechnici Frank Filipetti (basgitaar, drumstel) en Christian Alex Petersen (rest) waren verantwoordelijk voor de opnamen. De band liet af en toe wat los over het komende album, door tracks via Spotify aan te bieden, maar het wilde niet echt vlotten. Russell Lissack van Bloc Party kwam de gelederen in de studio versterken, maar het belangrijkst was dat Johan Wohlert na een afwezigheid van acht jaar weer terugkwam. Tijdens een concert in Aarhus maakte hij zijn opwachting. In de serie optredens in zomer 2014 meldde de band, dat het album (pas) in 2015 zou volgen. Wel werd er al muziek van het album gespeeld, ze werden aangekondigd onder hun werktitels,a sl er nog geen definitieve titel was vastgesteld. In augustus werd er begonnen met de mix, maar pas in januari 2015 kon tegelijkertijd met de uitgifte van de single Satellites, aangekondigd worden dat het album in april 2015 zou verschijnen. Rich Costey, bij het vorig album nog optredens als producent, werd hier alleen voor de mix ingeschakeld. Bo Madsen gaf vlak na de release van het album aan de band te zullen verlaten.  
Het album haalde slechts vier albumlijsten, waarbij het album net zo snel verdween als het binnenkwam. In thuisland Denemarken bijvoorbeeld haalde het wel een week op de eerste plaats, maar tuimelde het na vier weken notering alweer uit de top 40. Een optreden in de Amsterdamse Melkweg en een optreden tijdens Best Kept Secret waren niet voldoende om het album in de Album top 100 te krijgen.

## Musici
- Jonas Bjerre – zang, toetsinstrumenten
- Bo Madsen – gitaar, achtergrondzang
- Johan Wohlert – basgitaar, achtergrondzang
- Silas Utke Graae Jørgensen – drumstel, percussie

met
- Nick Watts – toetsinstrumenten (tracks 1, 9, 10)
- Russell Lissack – gitaar (track 6)
- Kimbra – zang (track 3), achtergrondzang (tracks 7, 8)
- Sasha Ryabina – achtergrondzang (tracks 1, 2, 5, 10)
- Matthias Friss Hansen – pauken (track 9), percussie (tracks 5, 6, 9)
- Christian Alex Petersen – harmonium (track 10)
- Jacob Dinesen – saxofoon (track 1)
- P.O. Jørgensen – percussie (track 5)
- Elle Moreno, Carla Emma Berg Basiballe, Liva Katrine Vincent Bonnesen, Sarah E. Sejer Solow – achtergrondkoor (tracks 1, 4 en 10)

## Muziek
De nummers werden in vijf geluidsstudio’s in Kopenhagen opgenomen (STC, Grapehouse, Tonaert, Evil Office en Ninth World). Alles geschreven door Mew, tenzij aangegeven.

| Nr. | Titel                                    | Duur  |
| --- | ---------------------------------------- | ----- |
| 1.  | Satellites                               | 6:09  |
| 2.  | Witness                                  | 3:01  |
| 3.  | The night believer                       | 4:12  |
| 4.  | Making friends                           | 4:52  |
| 5.  | Clinging to a bad dream                  | 6:43  |
| 6.  | My complications (Mew, Lissack)          | 6:03  |
| 7.  | Water slides                             | 5:04  |
| 8.  | Interview the girls                      | 4:04  |
| 9.  | Rows                                     | 10:42 |
| 10. | Cross the river on your own (Mew, Watts) | 7:28  |

Voor de Japanse markt kwamen er twee extra tracks bij; er verscheen voorts een luxe uitvoering, waarbij de tweede compact disc een liveregistratie bevat.   